# Kanel, Senegal
Kanel är en stad i nordöstra Senegal. Den ligger i regionen Matam, nära gränsen till Mauretanien,  och har cirka 16 000 invånare.